# Mg 51
Das 7,5 mm Maschinengewehr 51, abgekürzt Mg 51, war das erste moderne Universalmaschinengewehr der Schweizer Armee; es ersetzte das schwere, wassergekühlte Mg 11. Im Gegensatz zu diesem konnte mit ihm wahlweise lafettiert oder auf dem Zweibein (auch Vorderstütze genannt) geschossen werden.
Geführt wird es von 1951 bis heute, wobei es in der Infanterie durch das LMg 05 ersetzt wurde; auf Fahrzeugen und in Festungen ist es noch immer anzutreffen.

## Übersicht
Das Mg 51 ist ein luftgekühlter Rückstosslader mit Stützklappenverriegelung, kurzem Rohrrücklauf und Gurtzuführung. Durch einen einfachen Mechanismus kann der Lauf innerhalb von Sekunden ausgetauscht werden, was wegen der starken Erhitzung bei längerem Feuer notwendig ist.

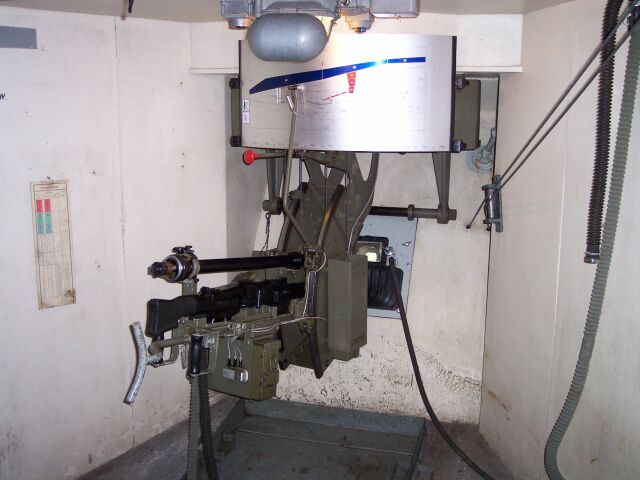
Maschinengewehr 51 auf Festungslafette in der Festung Heldsberg

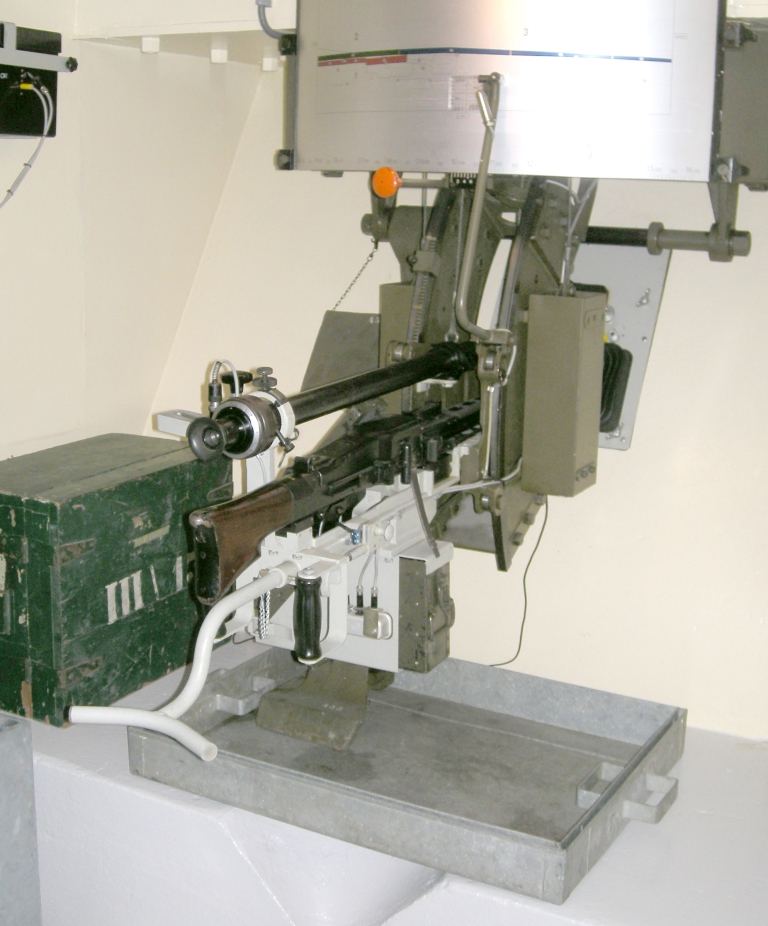
Mg 51 auf Festungslafette, Villa Rose, Tobleroneweg

Herstellerfirma ist die Waffenfabrik Bern, die sich im Konstruktionswettbewerb gegen SIG-Entwicklungen und das MG HS 808 von Hispano Suiza durchsetzte.

## Entwicklung, Technik, Ausrüstung
Die Konstruktion wurde stark beeinflusst durch das bewährte deutsche MG 42. Anfangs war sogar geplant, in der Tschechoslowakei hergestellte MG 42 zu kaufen und auf die Schweizer Standard-Gewehrpatrone GP 11 umzurüsten. Das Aussehen, die Bedienung, die Funktion und die Munitionszuführung des Mg 51 entsprechen weitgehend dieser Waffe.
Im Gegensatz zum MG 42 erfolgte die Fertigung mehrheitlich mittels Fräsverfahren anstelle von Kaltblechverformung, was das Waffengewicht, die Stabilität und den Fertigungsaufwand erhöhte. Zudem durfte gemäss Pflichtenheft der KTA (Kriegstechnische Abteilung) die Kadenz von 1000 Schuss/min nicht überschritten werden. Erste Prototypen hatten noch den Stützrollenverschluss des MG 42, andere hatten einen verzögerten Masseverschluss. Bei all diesen Waffen wurden Kurzschüsse festgestellt, was nicht toleriert werden konnte, da in der Schweiz bei scharfen Gefechtsübungen eigene Truppen überschossen werden.
Um Kurzschüsse zu vermeiden, musste der Zeitpunkt der Entriegelung genau definiert sein, was durch Stützklappen anstelle von Rollen erreicht wurde. Dies führte dazu, dass der Impuls des Verschlusskopfes auf das Steuerstück nicht mehr ausreichte, um ein sicheres Nachladen auch bei widrigen Verhältnissen zu garantieren. Das Steuerstück musste zusätzlich beschleunigt werden, was durch einen am Gehäuse angelenkten Schleuderhebel geschah, welcher den Impuls vom Lauf übersetzt auf das Steuerstück weitergab.
Das offene Visier reicht von 100 bis 2000 m, das Zielfernrohr hat ein Gesichtsfeld von 200 Promille, eine Vergrösserung von 2,3 und einen Einstellbereich bis 2000 m.
Die Lafette erlaubt Punkt- und Streufeuer und ermöglicht präzise und lange Schussgruppen (100 Schuss) auf grössere Distanzen. Die Munitionskiste fasst 202 Schuss, die Gurttrommel 52 Schuss. Jede Waffe ist mit einem zweiten Verschluss und Wechselläufen ausgerüstet. Zum Exerzieren wurden die vier Läufe A bis D aus der ursprünglichen Fertigung eingesetzt, begrenzt auf Serien zu 50 Schuss. Im Gefechtseinsatz standen die Läufe E und F zur Verfügung, die das Verschiessen mehrerer Gurten zu 200 Schuss (Länge im Munitionskasten) hintereinander gestatteten. Diese Läufe hielten die entsprechende Erwärmung aus. Allerdings durfte dabei keine Patrone im Patronenlager steckenbleiben, wie dies bei einem Bruch des Verschlusses möglich war. Eine solche Patrone konnte sich durch die Erwärmung im heissen Lauf nach einigen zehn Sekunden entzünden.

## Einsatz
Das Mg 51 wurde in der Regel ab Lafette geschossen, die Einsatzdistanz war 600 bis 1500 m. Im Naheinsatz bis 600 m konnten mit dem Mg 51 ab Vorderstütze kurze Serien von 6 bis 8 Schuss abgegeben werden und auch Schiessen aus dem Stand im Hüftanschlag war möglich. Mit der Flab-Lafette wurde das Mg 51 bis auf eine Distanz von etwa 800 m auch zur frontalen Fliegerbekämpfung eingesetzt.

## Versionen
- Mg 51: Standardversion
- Mg 51/71: Version für Fahrzeuge wie Mowag Eagle oder Pz 68.
- Mg 51/80: Version für Befestigungswerke
- Mg 87: Version für den Pz 87